# Vidente por Acidente
Vidente por Acidente é um filme de comédia produzido pela Conspiração em coprodução com a Star Original Productions. Conta com roteiro de André Brandt e Gui Cintra e direção de Rodrigo Van Der Put. O filme estreiou no Brasil em abril de 2024. É estrelado por Otaviano Costa e Katiuscia Canoro.

## Sinopse
Ulisses (Otaviano Costa), um arquiteto de 40 anos enfrentando dificuldades em sua carreira, encontra-se em meio a uma encruzilhada profissional. Em busca de orientação, decide consultar um coach vocacional para descobrir seu verdadeiro propósito. Contudo, essa visita se transforma em uma experiência inusitada quando Ulisses é dopado e roubado. Surpreendentemente, essa reviravolta traz consigo um aspecto positivo: Ulisses adquire um misterioso poder que o permite vislumbrar as verdadeiras vocações das pessoas ao tocá-las.

## Elenco
- Otaviano Costa como Ulisses
- Katiuscia Canoro como Coach Sarah
- Evelyn Castro como Fernanda
- Victor Lamoglia como Sérgio
- Totia Meireles como Sra. Batarello
- Jamilly Mariano como Maria
- Serjão Loroza como Deus
- Márcio Vito como Osmar Schwizzell
- Rosane Gofman como Dra. Léa Wainer
- Nany People como Lígia Rapello
- Stepan Nercessian como Zé Maria
- Pequena Lo como ela mesma
- Xuxa como ela mesma
- Flávia Alessandra como ela mesma